# Bactrocera philippinensis
Bactrocera philippinensis är en tvåvingeart som beskrevs av Drew och Albany Hancock 1994. Bactrocera philippinensis ingår i släktet Bactrocera och familjen borrflugor. Inga underarter finns listade.